# Società Sportiva Barletta Calcio 2008-2009
Questa voce raccoglie le informazioni riguardanti la Società Sportiva Barletta Calcio nelle competizioni ufficiali della stagione 2008/09.

## Divise e sponsor
La prima maglia è biancorossa con numeri neri sul retro, i pantaloncini sono rossi e le calze rosse con inserti bianche; la seconda maglia è bianca, i pantaloncini sono bianchi e le calze bianche; la terza maglia è rossa, i pantaloncini sono rossi e le calze sono rosse. Lo sponsor tecnico per la stagione 2009-2010 è Joma, mentre lo sponsor ufficiale è Cemento Armato Jeans.
| 1^ Maglia | 2^ Maglia | 3^ Maglia |

## Organigramma societario
Area direttiva:
- Presidente Onorario: Giuseppe Cioce
- Presidente: Francesco Sfrecola
- Vicepresidente: Roberto Tatò
- Amministratore Delegato: Antonio Flora

Area organizzativa
- Responsabile Attività Sportive: Domenico Damato
- Responsabile Organizzazione: Ruggiero Napoletano

Area comunicazione
- Addetto Stampa: Rosario Dimastromatteo

Area tecnica:
- Direttore Sportivo: Franco Sgrona (fino al 18/11/2008)
- Allenatore: Marcello Chiricallo (fino al 18/11/2008), Stefano Sanderra (dal 19/11/2008)
- Allenatori in seconda: Paolo Gusmai (fino al 18/11/2008), Luca Sanderra (dal 19/11/2008)
- Preparatore dei portieri: Francesco Monaco
- Preparatore atletico: Italo Sannicandro (fino al 18/11/2008)

Area sanitaria
- Medico sociale: Vito Lattanzio
- Fisioterapista: Ferdinando Dargenio
- Massaggiatore: Vincenzo Sinisi

## Rosa

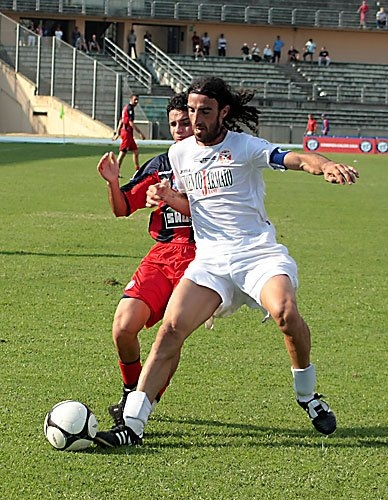
Il capitano Savino Daleno in un'azione di gioco di Cosenza - Barletta, 1ª giornata Seconda Divisione, 31/08/2008

| N. |                    | Ruolo | Calciatore               |
| -- | ------------------ | ----- | ------------------------ |
|    | Italia (bandiera)  | P     | Claudio Furlan           |
|    | Italia (bandiera)  | P     | Francesco Monaco         |
|    | Italia (bandiera)  | P     | Fulvio Montagna          |
|    | Brasile (bandiera) | P     | Rodrigo Peters Marques   |
|    | Italia (bandiera)  | D     | Davide Capuano           |
|    | Italia (bandiera)  | D     | Davide D'Ambra           |
|    | Italia (bandiera)  | D     | Alessandro Fabbro        |
|    | Italia (bandiera)  | D     | Riccardo Iervolino       |
|    | Italia (bandiera)  | D     | Fabrizio Mascia          |
|    | Italia (bandiera)  | D     | Alessandro Mastronicola  |
|    | Italia (bandiera)  | D     | Salvatore Moring         |
|    | Italia (bandiera)  | D     | Ruggiero Rizzi           |
|    | Italia (bandiera)  | D     | Alessandro Sabini        |
|    | Italia (bandiera)  | D     | Massimiliano Tangorra    |
|    | Italia (bandiera)  | D     | Giuseppe Toscano         |
|    | Italia (bandiera)  | D     | Donato Vittorio          |
|    | Italia (bandiera)  | C     | Antonio Balducci         |
|    | Italia (bandiera)  | C     | Savino Daleno (Capitano) |
|    | Italia (bandiera)  | C     | Andrea De Cecco          |
|    | Italia (bandiera)  | C     | Giuseppe Feola           |

| N. |                      | Ruolo | Calciatore             |
| -- | -------------------- | ----- | ---------------------- |
|    | Argentina (bandiera) | C     | Javier Formidabile     |
|    | Nigeria (bandiera)   | C     | Ikeciukwu Nwigwe       |
|    | Colombia (bandiera)  | C     | Jaime Merito           |
|    | Argentina (bandiera) | C     | Damian Millan          |
|    | Italia (bandiera)    | C     | Massimo Pollidori      |
|    | Italia (bandiera)    | C     | Pierpaolo Ruiz         |
|    | Italia (bandiera)    | C     | Mauro Salvagno         |
|    | Italia (bandiera)    | C     | Daniele Sisalli        |
|    | Italia (bandiera)    | C     | Alessandro Visone      |
|    | Italia (bandiera)    | C     | Dario Vignola          |
|    | Italia (bandiera)    | C     | Pietro Zotti           |
|    | Italia (bandiera)    | A     | Emanuele Alessandrì    |
|    | Italia (bandiera)    | A     | Francesco Caracciolese |
|    | Italia (bandiera)    | A     | Luigi Di Giovinazzo    |
|    | Italia (bandiera)    | A     | Mario Fontanella       |
|    | Argentina (bandiera) | A     | Nicolas Laviano        |
|    | Italia (bandiera)    | A     | Nunzio Majella         |
|    | Nigeria (bandiera)   | A     | Akeem Omolade          |
|    | Italia (bandiera)    | A     | Gaetano Romano         |

## Risultati

### Seconda Divisione

#### Girone di andata
| Arbitro: | Intagliata (Siracusa) |

|                       |           |  |
| Galantucci 66’ (rig.) | Marcatori |  |

| Barletta 7 settembre 2008, ore 15:00 CEST 2ª giornata | Barletta              | 0 – 0 referto | Noicattaro | Stadio Cosimo Puttilli (3.000 circa spett.)\| Arbitro: \| Di Francesco (Teramo) \| |
| Arbitro:                                              | Di Francesco (Teramo) |               |            |                                                                                    |

| Gela 14 settembre 2008, ore 15:00 CEST 3ª giornata | Gela            | 0 – 0 referto | Barletta | Stadio Vincenzo Presti (1.500 spett.)\| Arbitro: \| Fiamingo (Pisa) \| |
| Arbitro:                                           | Fiamingo (Pisa) |               |          |                                                                        |

| Arbitro: | Corletto (Castelfranco Veneto) |

|                              |           |                            |
| Zotti 27’ (rig.) Laviano 66’ | Marcatori | 2’ Menichini 22’ Cavaliere |

| Barletta 28 settembre 2008, ore 15:00 CEST 5ª giornata | Barletta         | 0 – 0 referto | Manfredonia | Stadio Cosimo Puttilli (2.000 circa spett.)\| Arbitro: \| Irrati (Pistoia) \| |
| Arbitro:                                               | Irrati (Pistoia) |               |             |                                                                               |

| Arbitro: | Ferraioli (Nocera Inferiore) |

|  |           |                         |
|  | Marcatori | 30’ Majella 56’ Laviano |

| Arbitro: | Paoloemilio (Lanciano) |

|             |           |           |
| Laviano 12’ | Marcatori | 33’ Melis |

| Arbitro: | Vallesi (Ascoli Piceno) |

|  |           |                         |
|  | Marcatori | 90+2’ (rig.) Alessandrì |

| Arbitro: | Calzolari (Forlì) |

|            |           |  |
| Fabbro 65’ | Marcatori |  |

| Arbitro: | Bietolini (Firenze) |

|                                     |           |                |
| La Porta 10’ (rig.) Bongiovanni 50’ | Marcatori | 46’ Alessandrì |

| Arbitro: | Zeoli (Napoli) |

|  |           |              |
|  | Marcatori | 81’ Ciminari |

| Arbitro: | Magno (Catania) |

|                     |           |  |
| Perna 2’ Romano 47’ | Marcatori |  |

| Arbitro: | Vivenzi (Brescia) |

|                     |           |             |
| Alessandrì 11’, 44’ | Marcatori | 63’ Zarineh |

| Arbitro: | Citro (Battipaglia) |

|                 |           |             |
| Caputo 12’, 18’ | Marcatori | 75’ Laviano |

| Arbitro: | Terzo (Palermo) |

|             |           |            |
| De Cecco 3’ | Marcatori | 13’ Merini |

| Atessa 14 dicembre 2008, ore 14:30 CET 16ª giornata | Val di Sangro   | 0 – 0 referto | Barletta | Stadio Monte Marcone (700 circa spett.)\| Arbitro: \| Pasqua (Tivoli) \| |
| Arbitro:                                            | Pasqua (Tivoli) |               |          |                                                                          |

| Barletta 21 dicembre 2008, ore 14:30 CET 17ª giornata | Barletta           | 0 – 0 referto | Cassino | Stadio Cosimo Puttilli (1.300 circa spett.)\| Arbitro: \| Tramontina (Udine) \| |
| Arbitro:                                              | Tramontina (Udine) |               |         |                                                                                 |

#### Girone di ritorno
| Arbitro: | Manna (Isernia) |

|            |           |                          |
| Nwigwe 44’ | Marcatori | 51’ Braca 87’ Mortelliti |

| Arbitro: | Trentalange (Nichelino) |

|                         |           |                |
| Mastronicola 10’ (aut.) | Marcatori | 53’ Alessandrì |

| Arbitro: | Di Paolo (Avezzano) |

|                             |           |           |
| Caracciolese 8’ Omolade 87’ | Marcatori | 85’ Russo |

| Arbitro: | Doveri (Roma 1) |

|                          |           |             |
| Goisis 16’ Cavaliere 20’ | Marcatori | 58’ Laviano |

| Arbitro: | Bolano (Livorno) |

|  |           |                  |
|  | Marcatori | 54’ Caracciolese |

| Arbitro: | Cervellera (Taranto) |

|              |           |                |
| Nwigwe 90+4’ | Marcatori | 61’ Balistreri |

| Arbitro: | Coccia (San Benedetto del Tronto) |

|              |           |  |
| Di Mauro 53’ | Marcatori |  |

| Arbitro: | Guida (Torre Annunziata) |

|                            |           |  |
| Nwigwe 7’ Caracciolese 52’ | Marcatori |  |

| Scafati 15 marzo 2009, ore 14:30 CET 26ª giornata | Scafatese       | 0 – 0 referto | Barletta | Stadio Comunale 28 settembre 1943 (1.000 spett.)\| Arbitro: \| Massa (Imperia) \| |
| Arbitro:                                          | Massa (Imperia) |               |          |                                                                                   |

| Barletta 29 marzo 2009, ore 15:00 CET 27ª giornata | Barletta            | 0 – 0 referto | Igea Virtus | Stadio Cosimo Puttilli (1.800 circa spett.)\| Arbitro: \| Gavillucci (Latina) \| |
| Arbitro:                                           | Gavillucci (Latina) |               |             |                                                                                  |

| Arbitro: | Peretti (Verona) |

|                                 |           |                                |
| Cacciaglia 61’ Sergi 83’ (rig.) | Marcatori | 56’ Caracciolese 90+4’ Laviano |

| Arbitro: | Borracci (San Benedetto del Tronto) |

|                                 |           |           |
| Tangorra 60’ (rig.) Laviano 63’ | Marcatori | 79’ Arini |

| Arbitro: | Merchiori (Ferrara) |

|              |           |  |
| Arcamone 34’ | Marcatori |  |

| Arbitro: | Pagano (Torre Annunziata) |

|            |           |              |
| Fabbro 18’ | Marcatori | 61’ Montella |

| Arbitro: | Costantini (Perugia) |

|                |           |                          |
| De Angelis 41’ | Marcatori | 23’ Pollidori 86’ Fabbro |

| Arbitro: | Vallesi (Ascoli Piceno) |

|                                            |           |                         |
| Pollidori 45’ Omolade 56’ Caracciolese 90’ | Marcatori | 49’ Grillo 79’ Fiorotto |

| Arbitro: | Giallanza (Catania) |

|                          |           |               |
| Vianello 18’ Mezgour 85’ | Marcatori | 67’ Pollidori |

### Coppa Italia
| Arbitro: | Giancola (Vasto) |

|  |           |                      |
|  | Marcatori | 35’ Romano 67’ Zotti |

| Arbitro: | Giannoccaro (Lecce) |

|            |           |                                |
| Romano 63’ | Marcatori | 15’ Salvetti 29’ Erpen 83’ Rea |

### Coppa Italia Lega Pro

#### Fase eliminatoria a gironi
| Arbitro: | Affinito (Torremaggiore) |

|                  |           |  |
| Mastronicola 89’ | Marcatori |  |

| Arbitro: | Corradini (Macerata) |

|           |           |             |
| Hodza 84’ | Marcatori | 69’ Sisalli |

| Arbitro: | Paparazzo (Catanzaro) |

|                   |           |  |
| Di Giovinazzo 34’ | Marcatori |  |

| Arbitro: | Baratta (Salerno) |

|                                             |           |                    |
| Margarita 19’ Volpe 47’ (rig.) Tarquini 56’ | Marcatori | 52’, 90+1’ Laviano |

#### Fase 1 a eliminazione diretta
| Arbitro: | Manna (Isernia) |

|  |           |              |
|  | Marcatori | 47’ Barrotti |

## Statistiche

### Statistiche di squadra
| Competizione               | Punti | In casa | In casa | In casa | In casa | In casa | In casa | In trasferta | In trasferta | In trasferta | In trasferta | In trasferta | In trasferta | Totale | Totale | Totale | Totale | Totale | Totale | DR |
| Competizione               | Punti | G       | V       | N       | P       | Gf      | Gs      | G            | V            | N            | P            | Gf           | Gs           | G      | V      | N      | P      | Gf     | Gs     | DR |
| -------------------------- | ----- | ------- | ------- | ------- | ------- | ------- | ------- | ------------ | ------------ | ------------ | ------------ | ------------ | ------------ | ------ | ------ | ------ | ------ | ------ | ------ | -- |
| Lega Pro Seconda Divisione | 44    | 17      | 6       | 10      | 1       | 18      | 12      | 17           | 4            | 5            | 8            | 14           | 19           | 34     | 10     | 15     | 9      | 32     | 31     | +1 |
| Coppa Italia               | -     | 1       | 0       | 0       | 1       | 1       | 3       | 1            | 1            | 0            | 0            | 2            | 0            | 2      | 1      | 0      | 1      | 3      | 3      | 0  |
| Coppa Italia Lega Pro      | -     | 3       | 2       | 0       | 1       | 2       | 1       | 2            | 0            | 1            | 1            | 3            | 4            | 5      | 2      | 1      | 2      | 5      | 5      | 0  |
| Totale                     |       | 21      | 8       | 15      | 3       | 21      | 16      | 20           | 5            | 6            | 9            | 18           | 21           | 41     | 13     | 16     | 12     | 40     | 39     | +1 |

### Statistiche giocatori
| Giocatore        | Lega Pro Seconda divisione | Lega Pro Seconda divisione | Coppa Italia | Coppa Italia | Coppa Italia Lega Pro | Coppa Italia Lega Pro | Totale   | Totale |
| Giocatore        | Presenze                   | Reti                       | Presenze     | Reti         | Presenze              | Reti                  | Presenze | Reti   |
| ---------------- | -------------------------- | -------------------------- | ------------ | ------------ | --------------------- | --------------------- | -------- | ------ |
| E. Alessandrì    | 18                         | 5                          | -            | -            | 2                     | 0                     | 20       | 5      |
| A. Balducci      | -                          | -                          | 1            | 0            | 1                     | 0                     | 2        | 0      |
| F. Caracciolese  | 15                         | 5                          | -            | -            | -                     | -                     | 15       | 5      |
| S. Daleno        | 26                         | 0                          | 2            | 0            | 3                     | 0                     | 31       | 0      |
| A. De Cecco      | 25                         | 1                          | -            | -            | 1                     | 0                     | 26       | 1      |
| L. Di Giovinazzo | 2                          | 0                          | -            | -            | 4                     | 1                     | 6        | 1      |
| A. Fabbro        | 30                         | 3                          | -            | -            | 3                     | 0                     | 33       | 3      |
| G. Feola         | 2                          | 0                          | 1            | 0            | 2                     | 0                     | 5        | 0      |
| M. Fontanella    | 5                          | 0                          | 1            | 0            | 3                     | 0                     | 9        | 0      |
| J. Formidabile   | -                          | -                          | 2            | 0            | -                     | -                     | 2        | 0      |
| C. Furlan        | 30                         | 0                          | -            | -            | -                     | -                     | 30       | 0      |
| R. Iervolino     | 17                         | 0                          | 1            | 0            | 4                     | 0                     | 22       | 0      |
| N. Laviano       | 29                         | 7                          | 2            | 0            | 2                     | 2                     | 33       | 9      |
| N. Majella       | 17                         | 1                          | -            | -            | 2                     | 0                     | 19       | 1      |
| F. Mascia        | -                          | -                          | 2            | 0            | -                     | -                     | 2        | 0      |
| A. Mastronicola  | 28                         | 0                          | -            | -            | 2                     | 1                     | 30       | 1      |
| J. Merito        | 16                         | 0                          | -            | -            | -                     | -                     | 16       | 0      |
| D. Millan        | 6                          | 0                          | -            | -            | 4                     | 0                     | 10       | 0      |
| F. Monaco        | 2                          | 0                          | 2            | 0            | 2                     | 0                     | 6        | 0      |
| F. Montagna      | -                          | -                          | -            | -            | 3                     | 0                     | 3        | 0      |
| S. Moring        | 2                          | 0                          | -            | -            | -                     | -                     | 2        | 0      |
| I. Nwigwe        | 13                         | 3                          | -            | -            | -                     | -                     | 13       | 3      |
| A. Omolade       | 10                         | 2                          | -            | -            | -                     | -                     | 10       | 2      |
| M. Pollidori     | 7                          | 3                          | -            | -            | -                     | -                     | 7        | 3      |
| R. Rizzi         | 14                         | 0                          | 2            | 0            | 5                     | 0                     | 21       | 0      |
| P. Rodrigo       | 2                          | 0                          | -            | -            | -                     | -                     | 2        | 0      |
| G. Romano        | -                          | -                          | 2            | 2            | -                     | -                     | 2        | 2      |
| P. Ruiz          | 13                         | 0                          | -            | -            | -                     | -                     | 13       | 0      |
| A. Sabini        | 27                         | 0                          | 2            | 0            | 4                     | 0                     | 33       | 0      |
| M. Salvagno      | 30                         | 0                          | 2            | 0            | 5                     | 0                     | 37       | 0      |
| D. Sisalli       | 14                         | 0                          | 2            | 0            | 4                     | 1                     | 20       | 1      |
| M. Tangorra      | 32                         | 1                          | 1            | 0            | 4                     | 0                     | 37       | 1      |
| G. Toscano       | 2                          | 0                          | -            | -            | -                     | -                     | 2        | 0      |
| D. Vignola       | 9                          | 0                          | -            | -            | -                     | -                     | 9        | 0      |
| A. Visone        | -                          | -                          | -            | -            | 2                     | 0                     | 2        | 0      |
| D. Vittorio      | 6                          | 0                          | -            | -            | 3                     | 0                     | 9        | 0      |
| P. Zotti         | 14                         | 1                          | 2            | 1            | 3                     | 0                     | 19       | 2      |